# Plesiochrysa seurati
Plesiochrysa seurati är en insektsart som först beskrevs av Navás 1922.  Plesiochrysa seurati ingår i släktet Plesiochrysa och familjen guldögonsländor. Inga underarter finns listade i Catalogue of Life.